# 時乗浩一郎
時乗浩一郎（ときのり こういちろう、1965年 - ）は、音楽ディレクター、作編曲家。ベルウッド・レコード所属。

## 来歴
1965年に生まれ、明治学院大学法学部を経て音楽家となる。音楽制作ディレクターとしてはDEEN、藍坊主、ユビキタス、reading note、オトループ、ツヅリ・ヅクリ、入日茜、松本佳奈、平岡史也などの作品を手がけている。
ニコンによるインタビューによれば「現在〔ママ〕、ベルウッド・レコードという会社で、主にインディーズ系アーティストのプロデュースやプロモーションを行っています」と発言している。また同ニコンインタビューによれば共感する音楽プロデューサーとしてデイヴィッド・フォスターの名を挙げている。

## 作編曲
※印は他者との共作を表す。
| 曲名                                | 種別    | リリース年 | アーティスト | 収録アルバム                           | 出典  |
| ----------------------------------- | ------- | ---------- | ------------ | -------------------------------------- | ----- |
| I say to my love                    | ※作編曲 | 2002年     | DEEN         | 「pray」                               | [ 2 ] |
| 太陽と花びら                        | 作曲    | 2003年     | DEEN         | 「太陽と花びら」                       | [ 3 ] |
| 南の風                              | ※作編曲 | 2004年     | DEEN         | 「ROAD CRUISIN'」                      | [ 4 ] |
| 見上げてごらん夜の星を              | ※編曲   | 2002年     | DEEN         | 「見上げてごらん夜の星を」             |       |
| Birthday eve 〜誰よりも早い愛の歌〜 | ※編曲   | 2002年     | DEEN         | 「Birthday eve〜誰よりも早い愛の歌〜」 | [ 5 ] |
| STRONG SOUL                         | ※編曲   | 2004年     | DEEN         | 「STRONG SOUL」                        | [ 6 ] |
| 永遠の明日                          | 編曲    | 2008年     | DEEN         | 「永遠の明日」                         | [ 7 ] |

他多数